# 바즈겐 사르키샨 공화국 경기장
바즈겐 사르키샨 공화국 경기장(아르메니아어: Վազգեն Սարգսյանի անվան Հանրապետական մարզադաշտ 바즈겐 사르키샤니 안반 한라페타칸 마르자다슈트) 또는 한라페타칸 경기장(아르메니아어: Հանրապետական մարզադաշտ, Hanrapetakan Stadium)은 아르메니아의 수도인 예레반에 위치한 다목적 경기장이다. 주로 축구 경기장으로 사용되고 있으며 아르메니아 축구 국가대표팀의 홈 구장으로 사용되고 있다.
소련 시대였던 1933년부터 1935년 사이에 건설되었으며 디나모 경기장(Dinamo Stadium)이라는 이름으로 개장했다. 제2차 세계 대전 종전 이후인 1953년에는 증측 공사가 진행되었다. 1999년에 대규모 보수 공사가 진행되면서 경기장 이름을 한라페타칸 경기장(Hanrapetakan Stadium, 공화국 경기장)으로 변경했다.
1999년 12월 28일에는 아르메니아군 사령관, 아르메니아 국방부 장관, 아르메니아의 총리를 역임한 아르메니아의 암살된 군인, 정치인인 바즈겐 사르키샨을 기념하기 위해 지금과 같은 이름으로 변경되었다. 2008년에 진행된 보수 공사에 따라 경기장 표면 교체, VIP실 보수, 유럽 축구 연맹(UEFA) 기준에 맞는 경비 시스템 도입 작업이 진행되었다.

## 관중 기록
- 2003년 10월 11일: UEFA 유로 2004 예선 6조 아르메니아 0-4 스페인 - 16,000명
- 2007년 8월 22일: UEFA 유로 2008 예선 A조 아르메니아 1-1 포르투갈 - 15,550명
- 2015년 6월 13일: UEFA 유로 2016 예선 I조 아르메니아 2-3 포르투갈 - 14,527명
- 2011년 10월 7일: UEFA 유로 2012 예선 B조 아르메니아 4-1 마케도니아 공화국 - 14,403명
- 2012년 10월 12일: 2014년 FIFA 월드컵 유럽 지역 예선 B조 아르메니아 0-3 체코 - 14,403명
- 2011년 3월 26일: UEFA 유로 2012 예선 B조 아르메니아 0-0 러시아 - 14,400명

## 기록

### 2002년 FIFA 월드컵 유럽 지역 예선
| 날짜            | 팀 1       | 스코어 | 팀 2       | 라운드 |
| --------------- | ---------- | ------ | ---------- | ------ |
| 2000년 10월 7일 | 아르메니아 | 2 - 3  | 우크라이나 | 5조    |
| 2001년 3월 24일 | 아르메니아 | 2 - 2  | 웨일스     | 5조    |
| 2001년 6월 2일  | 아르메니아 | 0 - 0  | 벨라루스   | 5조    |
| 2001년 6월 6일  | 아르메니아 | 1 - 1  | 폴란드     | 5조    |
| 2001년 10월 6일 | 아르메니아 | 1 - 4  | 노르웨이   | 5조    |

## 사진

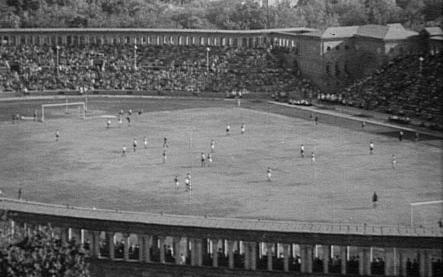
디나모 경기장 시절의 모습
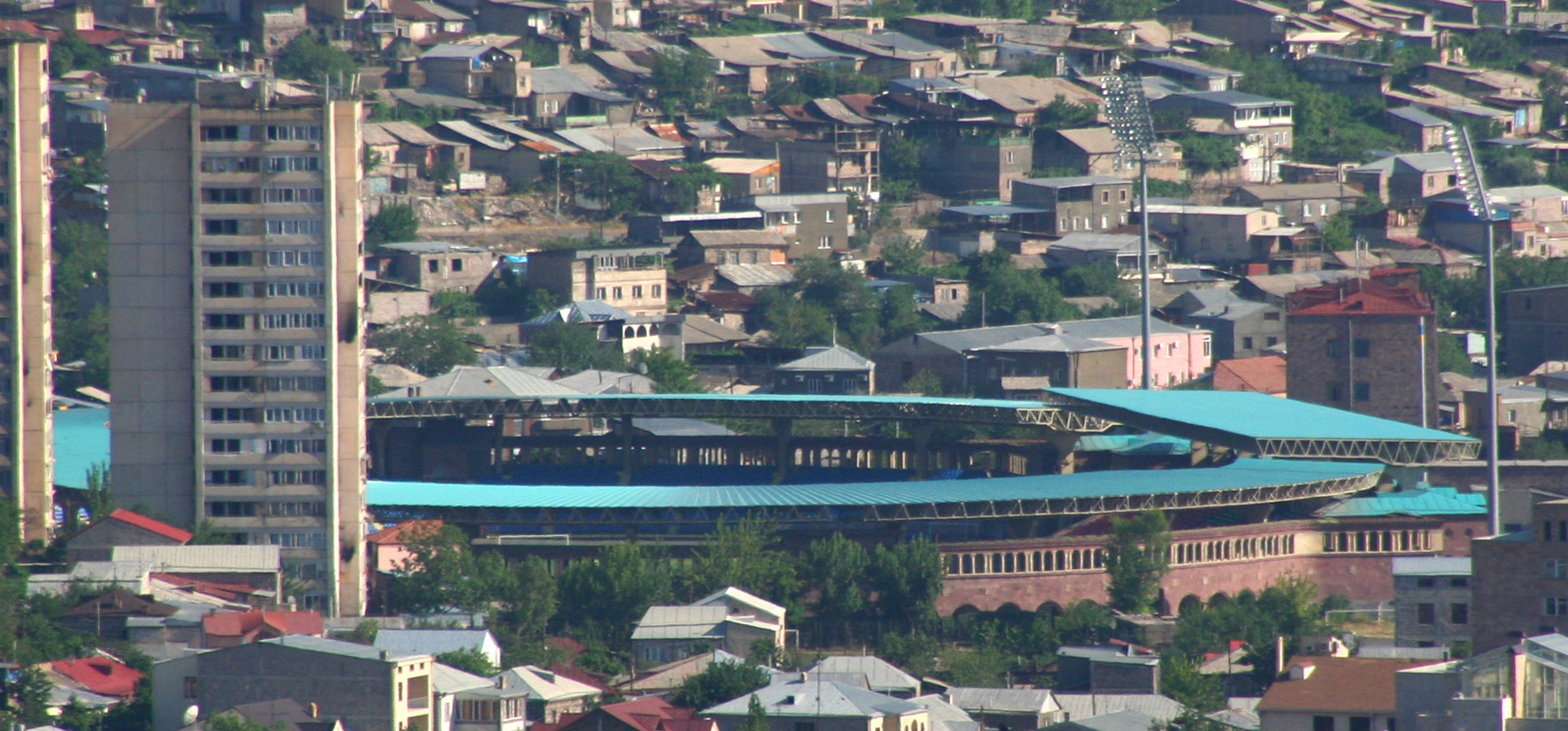
예레반 시가지에서 본 경기장의 모습